# Соня Хьюта
Соня Хьюта (лат. Graphiurus  nagtglasii) — вид грызунов рода африканские сони семейства соневые.

## Описание
Длина тела от 12 до 16,5 см, длина хвоста от 9 до 12 см. Опушение по всей длине хвоста равномерное, на его конце волосы обычно не удлиненны. Окраска спины тёмно-серая или буровато-серая. Брюшная часть светло-рыжевато-серая или пепельная бурая. Естественная среда обитания — тропические или субтропические влажные низменные леса. Днём прячется в дуплах. Питается бананами и, реже, мелкими насекомыми. Паразитами сони клещи из семейств Myobiidae, Myocoptidae и Atopomelidae, а также вши. Иногда отмечается на банановых плантациях. Кариотип состоит из 20 пар хромосом.

## Распространение
Встречается в Камеруне, Центрально-Африканской республике, Гане, Либерии, Нигерии, Сьерра-Леоне и, возможно, Габоне.